# アンドラーシュ・シフ
サー・アンドラーシュ・シフ（Sir András Schiff [ˈɒːndrɑ̈ːʃ ˈʃif], 1953年12月21日 - ）は、ハンガリー出身のピアニスト。1987年にオーストリアの、2001年にイギリスの市民権を取得し、2014年にイギリスでナイト爵を授与されている。そのため、英語圏の表記では名前の前に敬称としてSir（サー）を付けることもある。
バッハ、モーツァルト、ベートーヴェン、シューベルトなどドイツのバロック音楽および古典派音楽を中心レパートリーとし、シューマンやショパンなどのロマン派音楽までを演奏する。室内楽奏者としても知られる。室内管弦楽団カペラ・アンドレア・バルカ （Cappella Andrea Barca）の創設者、指揮者でもあり、弾き振りもおこなう。妻でヴァイオリニストの塩川悠子も同楽団で第1ヴァイオリン奏者を務める。

## 経歴
1953年、ブダペスト生まれ。両親ともホロコーストからの生き残りであった。5歳からピアノを始め、14歳からフランツ・リスト・アカデミー（現：リスト・フェレンツ音楽大学）でクルターグ・ジェルジュ、カドシャ・パール、ラドシュ・フェレンツに学び、その後ロンドンでジョージ・マルコムに師事し、またタチアナ・ニコラーエワとベラ・ダヴィドヴィチの元でも学んだ。1974年に第5回チャイコフスキー国際コンクールのピアノ部門で第4位に入賞し、注目を集め、活躍の場を広げる。日本へは1977年に初来日。武蔵野音楽大学でシューマン、上野学園大学でバッハを日本コロムビアレーベルで録音した。
1988年、ザルツブルク音楽祭でシューマンを集中的に取り上げる。1989年から1998年にわたって室内楽フェスティバル「ムジークターゲ・モントゼー」の芸術監督に就任。1995年 ハインツ・ホリガーとともに「イッティンゲン聖霊降臨音楽祭」を創設。1998年 ヴィチェンツァで「Hommage to Palladio (パラディオへのオマージュ)」と題するシリーズを開始。
1999年 室内オーケストラ「Cappella Andrea Barca」を創設。2004年 ベートーヴェンの32のソナタの録音をチューリッヒで開始。2004～2007年のヴァイマル音楽祭ではアーティスト・イン・レジデンスを務める。2006年、ボンのベートーヴェン・ハウスの名誉会員に選出。2008年シーズンのベルリン・フィルハーモニー管弦楽団のピアニスト・イン・レジデンスを務めた。2008年12月～2009年3月、NHK『スーパーピアノレッスン』に出演。
教育活動にも力を注ぎつつあり、現在はドイツのデトモルト音楽大学教授、ミュンヘン音楽大学の客員教授というポストに就いている。またザルツブルク・モーツァルテウム音楽大学や、母校であるリスト・フェレンツ音楽大学をはじめ、各地の著名音楽大学でマスタークラスを開いてきた。
永らく、リスト・フェレンツ音楽大学は彼によって率いられることが望まれてきたが、ハンガリーのオルバーン・ヴィクトル政権が右傾化を強め、政府がTV局や新聞紙などメディアをコントロールし、世論をコントロールしている状況を彼が2011年に厳しく批判したことでナショナリストから猛攻撃を受けたため、今後は母国ハンガリーでは演奏しないことを宣言した。

## 受賞歴・栄典
- 1974年：第5回チャイコフスキー国際コンクールのピアノ部門で第4位入賞[1]。
- 1975年：リーズ国際ピアノ・コンクールで第3位入賞[1]。
- 1991年：バルトーク賞（ハンガリー語版）を受賞。
- 1996年：ハンガリー最高の栄誉であるコシュート賞（ハンガリー語版）を受賞。
- 1997年：コペンハーゲンでレオニー・ゾンニング音楽賞受賞。
- 2007年：英国王立音楽院バッハ賞を受賞[5]。ブダペスト、デトモルト、ミュンヘンの高等音楽院の名誉教授の称号を授与される[5]。
- 2008年：ウィグモア・ホールでの30年にわたる出演を記念してウィグモア・ホール・メダルを授与された[5]。
- 2009年：オックスフォード大学ベリオール・カレッジの特別研究員に選出される。
- 2011年：シューマン賞を受賞。
- 2012年 ゴールデン・モーツァルト・メダル、プール・ル・メリット勲章、ドイツ連邦共和国功労勲章大功労十字星章を授与される[1]。
- 2013年12月：ロイヤル・フィルハーモニック協会からゴールド・メダルを贈られる[1]。
- 2014年7月：リーズ大学から名誉音楽博士号を授与される[1]。
- 2014年6月：イギリス女王エリザベス2世よりナイトの爵位を授与される[1]。
- 2015年：ECMレーベル「シューベルトの後期ピアノ作品集」でICMA賞（国際クラシック音楽賞）の独奏器楽部門、レコーディング・オブ・ザ・イヤーを受賞[8]。

## 主な演奏活動・評価
1970年代に各コンクールでの活躍が始まると、ほぼ同年代のコチシュ・ゾルターン、ラーンキ・デジェーと並んでハンガリーの「若手三羽烏」として売り出された。当時ソ連型社会主義体制であったハンガリー人民共和国にコンクール出場を求められており、「このコンクール歴は必ずしも自分の本意ではありません」と当時を回想している。
最年少のシフは、当初は3人のうちでも目立たない存在だったが、1980年代にイギリスのデッカ・レーベルと契約後、モーツァルトのピアノ・ソナタ全集の録音で俄に注目を集め、続いて一連のバッハ作品の録音によって、「グールド以来のバッハ解釈者」との名声を得、確固たるものとした。その後、1990年前後にはシューベルトのピアノソナタの演奏・録音、バルトークのピアノ協奏曲全曲、1999年から2005年にかけて、ザルツブルク・モーツァルテウム創立記念モーツァルト週間に、シフ自身が編成したオーケストラとモーツァルトのピアノ協奏曲を全曲演奏するなど、スタンダードナンバー演奏で高い評価を受けた。
近年はハインツ・ホリガーと共演でヴェレシュ・シャーンドル作品を紹介したり、ペレーニ・ミクローシュとの共演など、祖国ハンガリーにちなむ活動も盛んである。

## 録音
ソロから協奏曲までまたがっており、レパートリーはドイツ・オーストリア・ハンガリー系が中心となっている。

### 器楽作品
デッカ・レーベルにバッハ、モーツァルト、シューベルトなどの一連の録音がある。その後ECMに移籍し、バッハ、ヤナーチェク、シューマンなどの録音を残す。2008年にベートーヴェンのピアノ・ソナタ全集を完成させ、大きな反響を呼んだ。

### 協奏曲
デッカ・レーベルに同郷のシャーンドル・ヴェーグ指揮ザルツブルク・モーツァルテウム・カメラータ・アカデミカと残したモーツァルトのピアノ協奏曲全集が代表的。テルデック・レーベル移籍後は、バルトークのピアノ協奏曲（イヴァン・フィッシャー指揮ブダペスト祝祭管弦楽団）、ベートーヴェンのピアノ協奏曲録音（ベルナルト・ハイティンク指揮シュターツカペレ・ドレスデン）がある。

### 室内楽
塩川悠子（シフ夫人）とバルトークのヴァイオリン・ソナタ第1番、ヤナーチェクのヴァイオリン・ソナタ（デッカ）、チェロ奏者ペレーニを加えた三重奏でのシューベルトの2曲のピアノ三重奏曲（テルデック）、幻想曲 ハ長調（ECM）、ペレーニとのベートーヴェンのチェロ作品集（ECM）の録音がある。
2016年10月 バッハ、ブソーニ、ベートーヴェンのヴァイオリンとピアノのためのソナタを、妻である塩川悠子と共演し録音。

### 歌曲のピアノ伴奏
テノール歌手のペーター・シュライアーや、バス・バリトン歌手のローベルト・ホルとの共演がある。シュライアーとはデッカレーベルにシューベルトの歌曲集『白鳥の歌』（1990年）、『美しき水車小屋の娘』（1991年）、『冬の旅』（1994年）を、Wigmore Hallレーベルにウィグモアホールでのライブ録音CD（『白鳥の歌』、およびゲーテの詩による「竪琴弾きの歌」全3曲、「さすらい人の夜の歌」、「ミューズの子」、1991年録音）がある。ORFEO D'ORレーベルにはシューマン歌曲集（ハイネの詩による『リーダークライス』作品24および『詩人の恋』とアイヒェンドルフの詩による『リーダークライス』作品39、2002年録音）がある。またホルとの共演ではデッカ・レーベルにブラームス歌曲集（1993年録音）、シューマン歌曲集（1994年録音）がある。

## 書籍
- スーパーピアノレッスン シフと挑むベートーベンの協奏曲 2008年12〜3月（2008年、NHK出版）
- 『静寂から音楽が生まれる』エッセイ、マーティン・マイアーとの対談 岡田安樹浩訳、春秋社、2019年。ISBN 978-4393936023
  - （原書）Musik kommt aus der Stille: Gespraeche mit Martin Meyer. Essays: Henschel Verlag 2017 ISBN 978-3894879495

## 楽譜
- バッハ, J. S.: 平均律クラヴィーア曲集 第1巻 BWV 846-869/ヘンレ社原典版（2007年改訂版/A. シフによる運指付き）（2009年、ヘンレ社、ISBN 978-4636001181）
- バッハ, J. S.: 平均律クラヴィーア曲集 第2巻 BWV 870-893/ヘンレ社/原典版（2007年改訂版/A. シフによる運指付き）（2009年、ヘンレ社、ISBN 978-4636030716）
- モーツァルト: ピアノ協奏曲 第17番 ト長調 KV 453/ヘンレ社/原典版（A.シフ運指付）（2009年、ヘンレ社、ISBN 978-4636001778）
- モーツァルト: ピアノ協奏曲 第21番 ハ長調 KV 467/ヘンレ社原典版（A.シフ運指付）（2009年、ヘンレ社、ISBN 978-4636001785）
- モーツァルト: ピアノ協奏曲 第23番 イ長調 KV 488/ヘンレ社/原典版（A.シフ運指付）（2009年、ヘンレ社、ISBN 978-4636001792）